# Aurora (divinità)

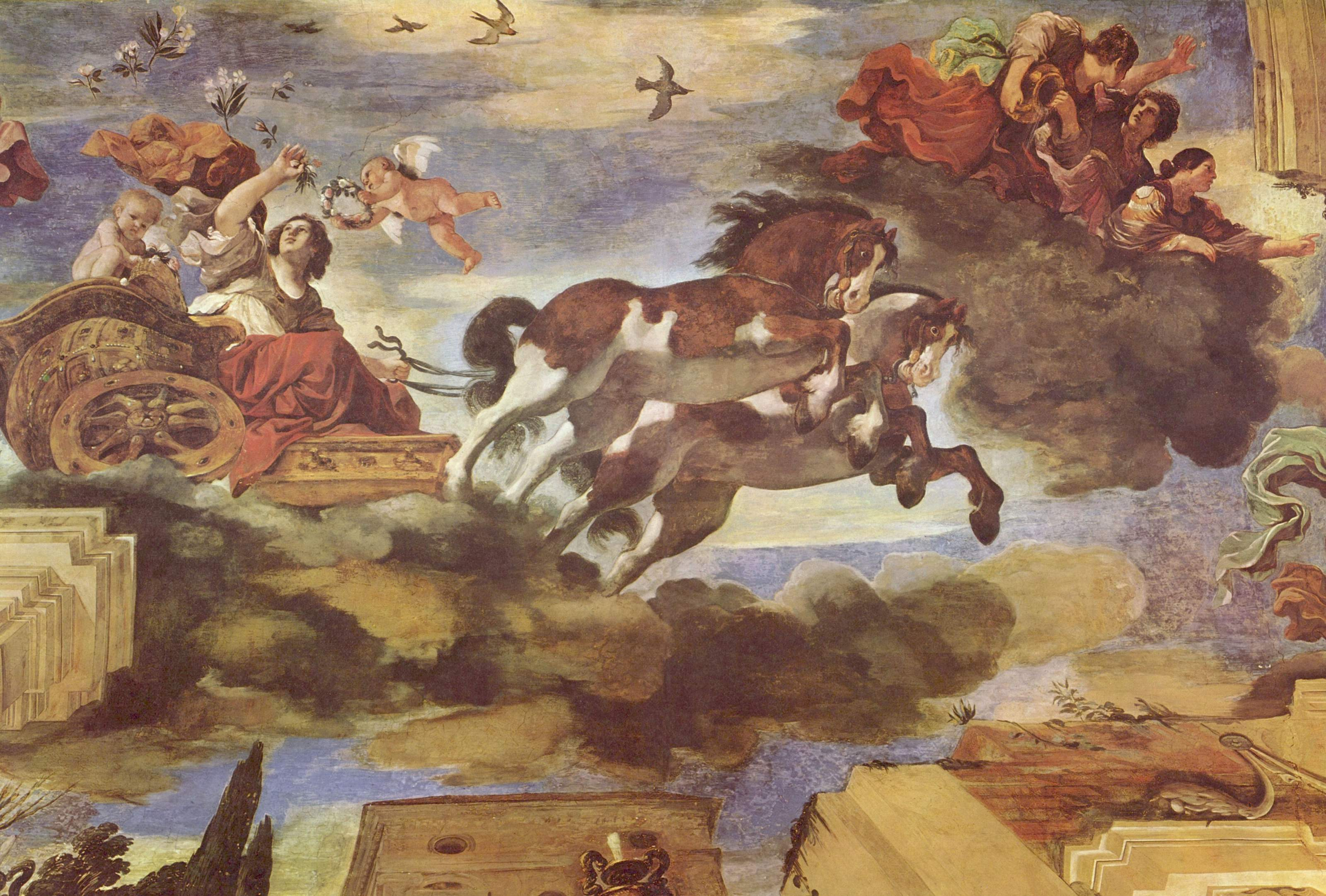
Aurora in un affresco del Guercino.

Nella mitologia romana, Aurora è la dea dell'aurora. Il suo mito è parallelo a quello della dea greca Eos e della divinità vedica Uṣas, derivanti dalla protoindoeuropea Hausos (h₂éwsōs).
È figlia del titano Iperione e di Teia e sorella del Sole e della Luna. Altri vogliono che fosse ﬁglia di Titano e della Terra. Aurora era la Dea che apriva le porte del giorno e che, dopo aver attaccato i cavalli al carro del Sole, lo precedeva col suo.
Inoltre ha molti mariti e quattro figli, i venti: del nord (Borea), dell'est (Euro), dell'ovest (Zefiro) e del sud (Austro).

Uno dei mariti è il vecchio Titone, uomo per il quale la dea aveva ottenuto da Giove l'immortalità, ma, per un errore nella richiesta, non la perenne giovinezza, per cui si vide il marito invecchiare a dismisura al fianco, senza mai morire.
A Roma, il suo culto viene associato a Matuta nella divinità di Mater Matuta.

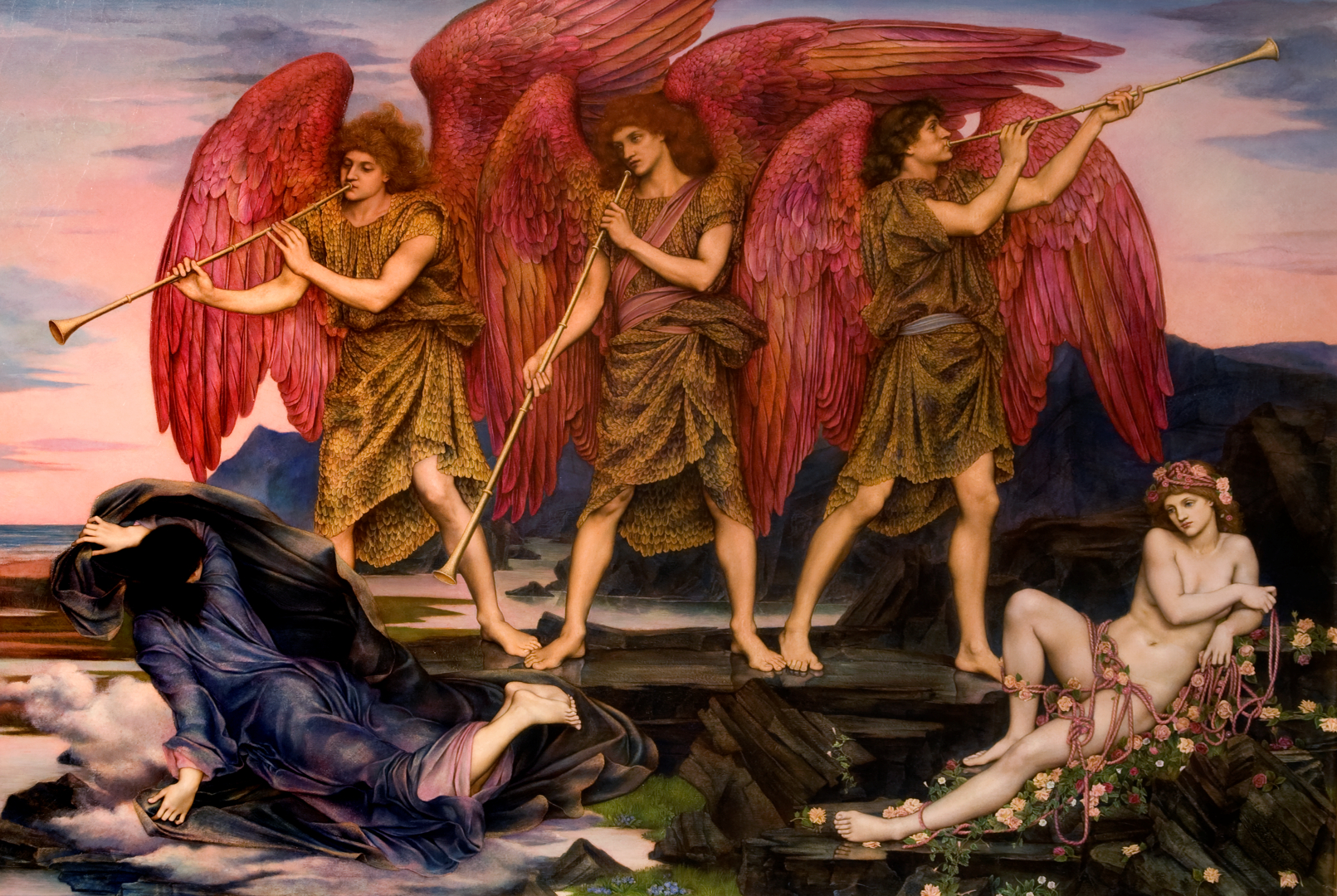
Aurora Trionfante in una tela di Evelyn De Morgan.

La dea Aurora si rinnova ogni mattina all'alba e vola attraverso il cielo, annunciando l'arrivo della mattina; nell’“Iliade” e nell’“Odissea” l'arrivo dell'alba è spesso descritto con la formula «apparve Aurora dalle dita di rosa» qui riportata secondo la traduzione di Vincenzo Di Benedetto e Pierangelo Fabrini. «Aurora dalle dita di rosa» è l'epiteto omerico della dea Aurora.
Dante Alighieri la nomina nel Purgatorio nel canto II, 9 e nel canto IX, 1 dove è citata come «la concubina di Titone antico».